# Wilhelm Grube
Wilhelm Grube (en chino, 葛祿博; pinyin, Gé Lùbó) (San Petersburgo, 17 de agosto de 1855 - Halensee, cerca de Berlín, 2 de julio de 1908 in Berlín), lingüista, etnólogo y sinólogo alemán.

## Biografía
Grube fue alumno del sinólogo Vassili Pavlovich Vassiliev y del lingüista Georg von der Gabelentz.
Grube era curador del museo asiático de la Academia Rusa de las Ciencias. En 1883 se fue a Berlín, para asumir como asistente del director del Museo Etnológico. En 1884 fue docente privado, y en 1892 profesor extraordinario de sinología. Entre sus alumnos se destacan Otto Franke, Emil Krebs, Berthold Laufer y Erich Haenisch.
Grube también llevó a cabo estudios sobre el idioma manchú y el jurchen. Mantuvo un intenso intercambio epistolar con el iranista Carl Salemann y con el etnólogo Max Uhle (quien trabajaría después en Perú).
Está enterrado en el cementerio de Wilmersdorf.

## Obras
- Li Khi, Vernunft und Materie 1879
- Giljakisches Wörterverzeichnis 1892
- Pekinger Totenbräuche 1898
- Sprache und Schrift der Jučen. Leipzig: Harrassowitz 1896
- Goldisch-Deutsches Wörterverzeichnis 1900
- Zur Pekinger Volkskunde. Berlín: Spemann, 1901
- Geschichte der chinesischen Litteratur. Leipzig : Amelang, 1902
- Religionsgeschichtliches Lesebuch. Tübingen : Mohr, 1908
- Geschichte der chinesischen Litteratur 2. Ausg. Leipzig : Amelang, 1909
- Religion und Kultus der Chinesen. Leipzig: Haupt, 1910
- Fêng-shên-yên-i: Die ... ; Bd. 1 / Herbert Mueller. - 1912
- Fêng-shên-yên-i: Die Metamorphosen der Goetter; Hist.-mythol. Roman aus d. Chinesischen / Herbert Mueller. - Leiden : Brill, 1912
- Chinesische Schattenspiele. München : Verl. der Königlich Bayerischen Akademie der Wissenschaften, 1915 (hrsg. von Berthold Laufer)
- Chinesische Schattenspiele. Hrsg. von Wilhelm Grube und Emil Krebs. Leipzig, Harrassowitz, 1915. Druck der Katholischen Mission von Yen-chou-fu, Schantung. (Chinesischer Originaltext, eine deutsche Übersetzung erschien im gleichen Jahr, hrsg. von Berthold Laufer in München)
- Ein Beitrag zur Kenntnis der chinesischen Philosophie 通書 T'ûng-šû des Ceu-tsï mit Cû-hî's Kommentar. Nach dem Síng-lì tsīng-í. Chinesisch mit mandschuischer und deutscher Übersetzung und Anmerkungen. Herausgegeben von Wilhelm Grube (Kap. 1-20). Fortgeführt und beendet von Werner Eichhorn (Kap. 21-40). In: Asia Major, Band 8, 1932, S. 23–104, PDF (zuerst in zwei Teilen 1880-1881)